# دهستان آلان
آلان، دهستانی است از توابع بخش مرکزی شهرستان سردشت در استان آذربایجان غربی ایران.

## جمعیت
بر اساس سرشماری سال ۱۳۸۵ جمعیت آن ۴۴۸۹ نفر (۹۳۹ خانوار) بوده‌است.